# Os Carnavais De Carmen
Os Carnavais De Carmen é um álbum da cantora Carmen Miranda, lançado em 15 de fevereiro de 2007 pela EMI Music Brasil. O álbum faz parte da coleção "Ruy Castro Apresenta..." com quatro CDs com 64 faixas gravadas por Carmen de 1935 a 1940, na Odeon Records.

## Faixas
| CD01 |                              |                                           |         |  |
| N.º  | Título                       | Compositor(es)                            | Duração |  |
| 1.   | "Querido Adão"               | Benedicto Lacerda, Oswaldo Santiago       | 2:38    |  |
| 2.   | "Nova Descoberta"            | Arlindo Marques Júnior, Roberto Roberti   | 2:39    |  |
| 3.   | "Fala, meu pandeiro"         | Assis Valente                             | 2:49    |  |
| 4.   | "O que é que você fazia?"    | Hervé Cordovil, Noel Rosa                 | 2:19    |  |
| 5.   | "Alô, alô, Carnaval"         | Hervé Cordovil, Janeiro Ramos             | 2:26    |  |
| 6.   | "Duvid-O-Do"                 | Benedicto Lacerda, João Barcellos         | 2:31    |  |
| 7.   | "Cantores de Rádio"          | A. Ribeiro, João de Barro, Lamartine Babo | 2:47    |  |
| 8.   | "Beijo bamba"                | André Filho                               | 2:39    |  |
| 9.   | "Dou-te uma"                 | André Filho, Alberto Rilbeiro             | 2:58    |  |
| 10.  | "Balancê"                    | João de Barro, Alberto Ribeiro            | 2:48    |  |
| 11.  | "Minha terra tem palmeiras"  | João de Barro, Alberto Ribeiro            | 2:27    |  |
| 12.  | "Nem no sétimo dia"          | Benedito Lacerda, Herivelto Martins       | 2:34    |  |
| 13.  | "Camisa listada"             | Assis Valente                             | 3:06    |  |
| 14.  | "Onde você vai, Maria?"      | Benedicto Lacerda, Darcy Oliveira         | 2:31    |  |
| 15.  | "A pensão da Dona Stella"    | Paulo Barbosa, Oswaldo Santiago           | 2:53    |  |
| 16.  | "Cuidado com a Gaita do Ary" | Oswaldo Santiago, Paulo Barbosa           | 2:38    |  |